# ك. إس. بارات
ك. إس. بارات (3 أكتوبر 1993 في الهند - ) هو لاعب كريكت هندي. لعب مع Andhra cricket team ‏ ودلهي كابيتالز.

## وصلات خارجية
- ك. إس. بارات على موقع إي آس بي آن كريك إنفو (الإنجليزية)